# Premiile muzicale Radio România Actualități 2002
A doua ediție a premiilor muzicale Radio România Actualități a fost ținută pe 24 februarie 2002 în Sala Radio din București, având ca scop recunoașterea celor mai populari artiști români din anul 2001. A fost transmisă în direct pe stațiile Radio România Actualități și Radio România Internațional, difuzată pe postul TV Tele 7ABC și prezentată de Angela Similea și Octavian Ursulescu.

## Spectacole
| Artiști          | Melodii |
| ---------------- | ------- |
| Monica Anghel    | „[[]]"  |
| Ana-Maria        | „[[]]"  |
| Ovidiu Komornyik | „[[]]"  |
| Marcel Pavel     | „[[]]"  |
| 3 Sud Est        | „[[]]"  |
| Hi-Q             | „[[]]"  |
| Proconsul        | „[[]]"  |
| Direcția 5       | „[[]]"  |
| A.S.I.A.         | „[[]]"  |
| Victor Socaciu   | „[[]]"  |
| Tudor Gheorghe   | „[[]]"  |
| Taxi             | „[[]]"  |

## Câștigători și nominalizați
| Artistul anului | Cel mai bun debut |
| --- | --- |
| - Proconsul - Ana-Maria - Voltaj | - Ana-Maria - Gianina&Quarz - No Name - Centrul Civic                                                                          |
| Cel mai bun interpret pop | Cea mai bună interpretă pop |
| - Marcel Pavel - Ștefan Bănică Jr. - Ovidiu Komornyik | - Paula Seling - Luminița Anghel - Monica Anghel                                                                               |
| Cel mai bun cântec pop | Cel mai bun album pop |
| - „Unde ești” - Marcel Pavel - „Ochii tăi” - Ana-Maria - „Găsește-mi loc în inima ta” - Ștefan Bănică Jr. - „O noapte cu tine” - Sanda Ladoși - „Am un defect” - Oana Sîrbu     | - Ești mireasa vieții mele - Ovidiu Komornyik - Ochii tăi - Ana-Maria - De dragoste în toate felurile... - Ștefan Bănică Jr.   |
| Cel mai bun cântec pop-dance | Cel mai bun album pop-dance |
| - „Un minut” - Hi-Q - „Dă-mi nopțile înapoi” - A.S.I.A. - „Pentru ea” - Animal X - „N-ai avut curaj” - 3 Sud Est                                                                | - Sentimental - 3 Sud Est - Dă muzica mai tare - Hi-Q - Adio - Gaz pe foc                                                      |
| Cel mai bun grup pop-dance | Cel mai bun interpret folk |
| - A.S.I.A. - Animal X - 3 Sud Est | - Victor Socaciu - Tudor Gheorghe - Ștefan Hrușcă                                                                              |
| Cel mai bun cântec folk | Cel mai bun album folk |
| - „Octombrie” - Tudor Gheorghe - „Opinia mea” - Victor Socaciu și Adrian Păunescu - „Ploaia asta nebună” - Dinu Olărașu                                                         | - Condiția umană - Victor Socaciu și Adrian Păunescu - Toamna Simfonic - Tudor Gheorghe - Muzică de divorț - Alexandru Andrieș |
| Cel mai bun interpret pop-rock | Cel mai bun grup pop-rock |
| - Bodo - Cristi Enache - Tavi Colen | - Direcția 5 - Proconsul - Taxi                                                                                                |
| Cel mai bun cântec pop-rock | Cel mai bun album pop-rock |
| - „Zborul” - Proconsul - „20” - Voltaj - „Ea încă mă iubește” - Direcția 5 - „Ești stilul meu” - Direcția 5 - „Dacă n-ai fi tu” - Sarmalele reci - „E frumoasă foc” - Parlament | - Americanofonia - Taxi - Octombrie - Direcția 5 - Pentru ea - Talisman                                                        |
| Cel mai bun compozitor | |
| - Sandy Deac - Mihai Alexandru - Ovidiu Komornyik | |

1. ↑  Gabriela Scraba (3 februarie 2010). „Premiile muzicale Radio România Actualități 2002”. Radio România Actualități. Accesat în 15 iulie 2020.